# انگلیسی آمریکایی

نفوذ زبان انگلیسی در ایالات متحده؛ ایالت‌هایی که با رنگ آبی تیره‌تر مشخص شده‌اند دارای جمعیت بیشتری است که انگلیسی، زبان مادری آن‌ها می‌باشد.

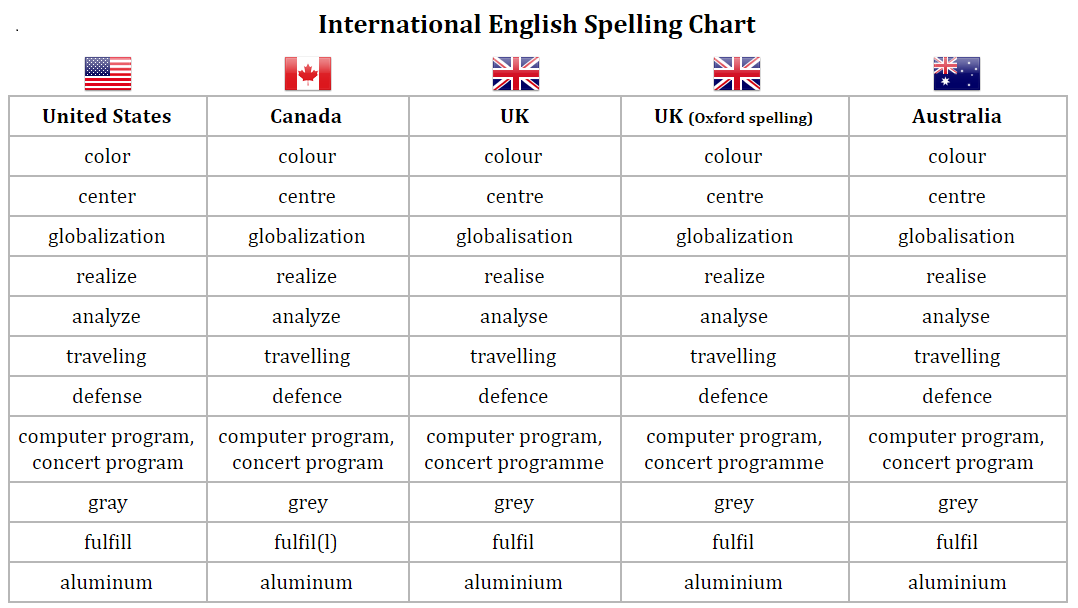
بررسی اجمالی تفاوت گویش‌های گسترده‌ی انگلیسی

انگلیسی آمریکایی یا اَمریکن انگلیش (به انگلیسی: American English) یکی از گویش‌های انگلیسی است که در ایالات متحده آمریکا رواج دارد و بسته به ناحیه جغرافیایی، دارای ویژگی‌های منحصربه‌فرد خود است. حدود دو سوم گویش‌وران مادری زبان انگلیسی در ایالات متحده آمریکا زندگی می‌کنند.

## تاریخ
زبان انگلیسی در مستعمرات سیزده‌گانه رواج داده شد و با فرهنگ سرخ‌پوستان و دیگر اقوام مهاجر نظیر بردگان آفریقا ترکیب شد. برای حیوانات ناشناخته آمریکای شمالی از واژگان سرخپوستی Moose، Skunk و Woodchuck استفاده گردید.

## نگارخانه

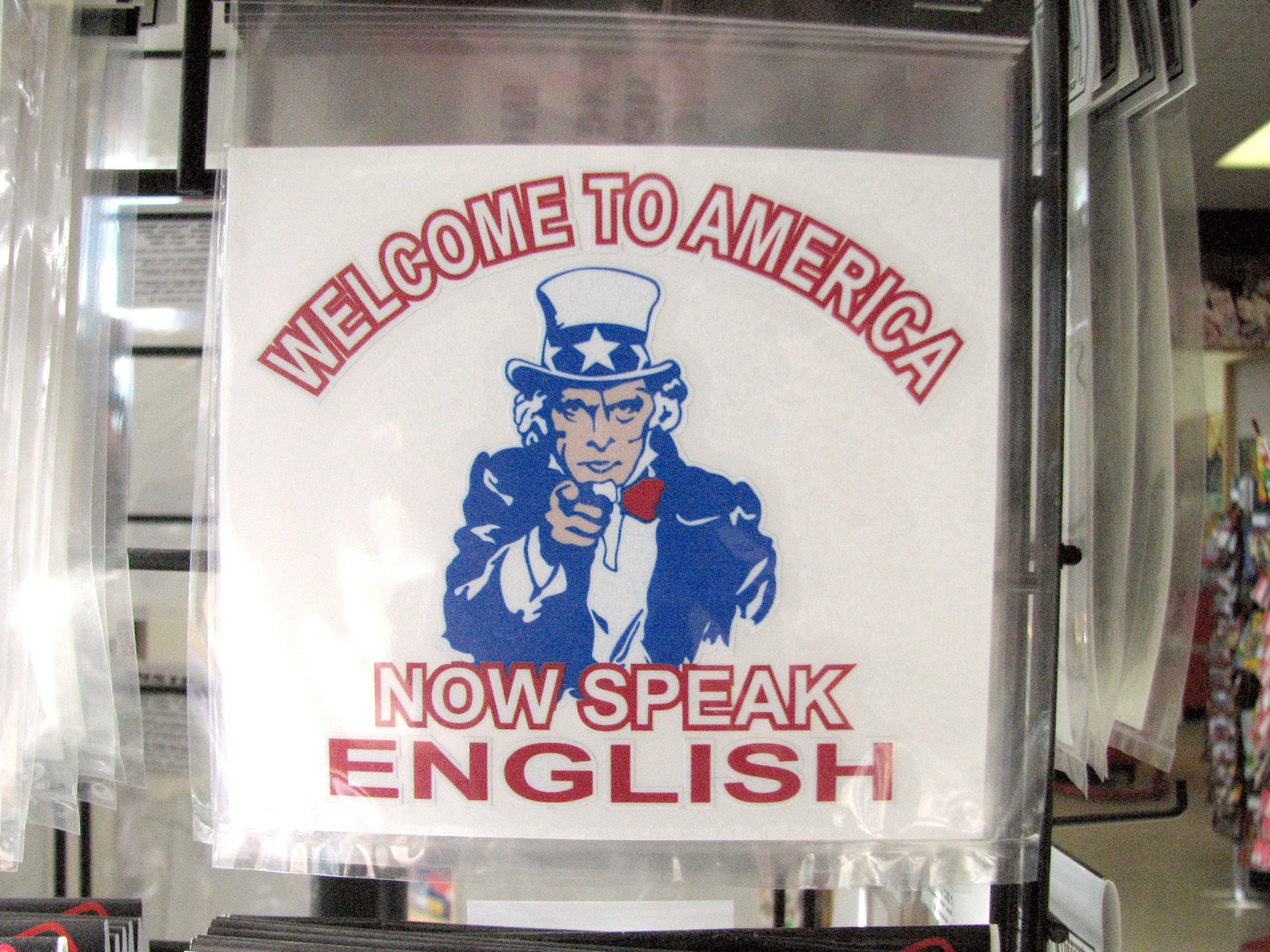
به آمریکا خوش آمدید - حالا انگلیسی صحبت کنید. - تصویری در کلرادو
زبان رسمی  زبان دوم  غیر رسمی
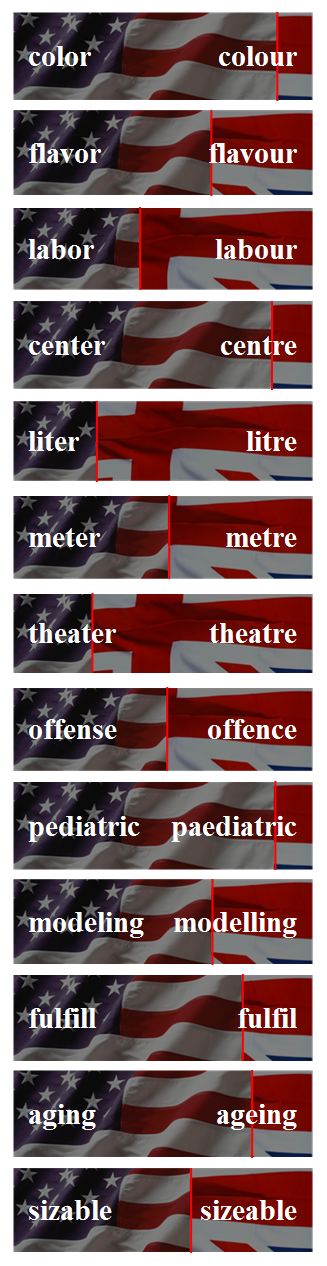
تفاوت برخی واژه‌های بریتانیایی و آمریکایی